# دیدی از بریتانیا: دیدگاهی شخصی از معماری
دیدی از بریتانیا: دیدگاهی شخصی از معماری (انگلیسی: A Vision of Britain: A Personal View of Architecture) کتابی است که چارلز، شاهزاده ولز در ۱۹۸۹ نوشته‌است.

## محتوا
در این کتاب، چارلز، شاهزاده ولز دیدگاه‌های شخصی‌اش دربارهٔ معماری و ساختمان‌های بریتانیا ارائه می‌دهد.

## مستند
پیش از انتشار کتاب، مستندی از شبکهٔ بی‌بی‌سی با عنوان «شاهزادهٔ ولز:دیدگاهی از بریتانیا» پخش کرد. در این مستند، او ساختمان‌های مختلفی، از جمله مرکز شهر بیرمنگهام، در بریتانیا را بازدید می‌کرد و نظراتش را دریارهٔ آن‌ها بیان می‌کرد.